# Юніорська збірна Німеччини з хокею із шайбою
Юніорська збірна Німеччини з хокею із шайбою  — національна юніорська команда Німеччини, що представляє країну на міжнародних змаганнях з хокею із шайбою. Опікується командою Федерація хокею Німеччини, команда постійно бере участь у чемпіонаті світу з хокею із шайбою серед юніорських команд.

## Результати

### Чемпіонат Європи до 18/19 років
| - 1969 — 5 місце - 1970 — 5 місце - 1971 — 5 місце - 1972 — 5 місце - 1973 — 6 місце - 1974 — 1 місце Група В - 1975 — 6 місце - 1976 — 5 місце - 1977 — 6 місце - 1978 — 7 місце - 1979 — 7 місце - 1980 — 5 місце - 1981 — 7 місце - 1982 — 6 місце - 1983 — 5 місце | - 1984 — 5 місце - 1985 — 6 місце - 1986 — 5 місце - 1987 — 8 місце - 1988 — 1 місце Група В - 1989 — 5 місце - 1990 — 7 місце - 1991 — 5 місце - 1992 — 5 місце - 1993 — 6 місце - 1994 — 6 місце - 1995 — 2 місце - 1996 — 6 місце - 1997 — 8 місце - 1998 — 1 місце Група В |

### Чемпіонати світу з хокею із шайбою серед юніорських команд
- 1999 — 9 місце
- 2000 — 7 місце
- 2001 — 5 місце
- 2002 — 10 місце
- 2003 — 2 місце Дивізіон І Група А
- 2004 — 1 місце Дивізіон І Група А
- 2005 — 8 місце
- 2006 — 8 місце
- 2007 — 8 місце
- 2008 — 5 місце
- 2009 — 10 місце
- 2010 — 1 місце Дивізіон І Група В
- 2011 — 6 місце
- 2012 — 6 місце
- 2013 — 8 місце
- 2014 — 9 місце
- 2015 — 10 місце
- 2016 — 2 місце Дивізіон І Група А
- 2017 — 5 місце Дивізіон І Група А
- 2018 — 2 місце Дивізіон І Група А
- 2019 — 1 місце Дивізіон І Група А
- 2021 — 10 місце
- 2022 — 8 місце
- 2023 — 10 місце
- 2024 — 1 місце Дивізіон І Група А
- 2025 — 6 місце